# Кожай-Семёновский сельсовет
Кожай-Семёновский сельсовет — муниципальное образование в Миякинском районе Башкортостана.
Административный центр — село Кожай-Семёновка.

## История
Согласно Закону о границах, статусе и административных центрах муниципальных образований в Республике Башкортостан имеет статус сельского поселения.

## Население
| 2002  | 2009  | 2010  | 2012  | 2013  | 2014  | 2015  |
| ----- | ----- | ----- | ----- | ----- | ----- | ----- |
| 2118  | ↘2065 | ↘1800 | ↘1743 | ↘1716 | ↘1665 | ↗1677 |
| 2016  | 2017  | 2018  |       |       |       |       |
| ↘1649 | ↘1628 | ↘1595 |       |       |       |       |

## Состав сельского поселения
| №  | Населённый пункт | Тип населённого пункта       | Население |
| -- | ---------------- | ---------------------------- | --------- |
| 1  | Кожай-Семёновка  | село, административный центр | ↘590      |
| 2  | Миякитамак       | село                         | ↘675      |
| 3  | Кекен-Васильевка | село                         | ↘303      |
| 4  | Старые Балгазы   | деревня                      | ↘71       |
| 5  | Малые Гайны      | деревня                      | ↘62       |
| 6  | Алексеевка       | деревня                      | ↗44       |
| 7  | Чайка            | деревня                      | ↘31       |
| 8  | Туяш             | деревня                      | ↘24       |
| 9  | Тукмак-Чишма     | деревня                      | →0        |
| 10 | Яшасен           | деревня                      | →0        |

До 2006 года входили деревни Канаш и Ярат  (Закон Республики Башкортостан от 21.06.2006 № 329-з «О внесении изменений в административно-территориальное устройство Республики Башкортостан в связи с образованием, объединением, упразднением и изменением статуса населенных пунктов, переносом административных центров», ст. 9).

## Известные уроженцы
- Тулин, Сергей Загитович (род. 11 сентября 1957) — советский и российский военачальник, генерал-майор запаса, Герой Российской Федерации (1996)[15][16].